# 淀家萬月
淀家萬月（よどや まんげつ、1968年11月29日 - ）は、吉本興業所属の大道芸パフォーマー。
本名は久郷 知己（くごうともみ）。よしもと高知県住みます芸人。

## 人物
- 身長：160センチ／体重：93〜105キロ ※日替わりで変動
- 出身地：京都府京都市
- 出身校：大谷高等学校、京都学園大学経営学部
- 趣味：野球観戦／鉄道(乗り鉄) ／ご朱印集め(歴史散策)
- 特技：フットサル／相対音感／暴飲暴食
- 得意芸：手相漫談、南京玉すだれ、中国ゴマ、バルーンアート、インチキマジックなど
- 所属：株式会社吉本興業
あなたの街に住みますプロジェクトの高知県住みます芸人として高知市在住（越知町観光おち大使／高知ファイティングドッグスPR 隊長／アイゴッソ高知応援隊長／高知菓子工業組合青年会和菓子大使）

## 略歴
- 1991年

6代目桂文枝(三枝)へ入門。上方落語協会には加盟していない（退会したのか最初から未加盟なのかは不明）。
- 1991年〜2010年 : 関西圏を中心にイベント・テレビ・ラジオ番組に出演。

初舞台：1991年（天王寺ごちそうビル4Fイベントホールごちそう倶楽部「落語会」。
主な出演番組 :「夜桜お染」(フジテレビ）、「うぉんてっど」リポーター（ABCテレビ）、「ゴリラが投げた骨」実験台のデブ役（ABCテレビ）、「大人の絵本」5フンじゃーの黄フンじゃー役（サンテレビ他）、デジドラワンシーン」コンパの幹事役（テレビ東京）、「ハッスル家族」（毎日放送）、「間寛平芸能生活30周年記念 吉本新喜劇」2代目赤フン役、「街角情報まるまるチェック」（吹田CATV）など。
参加ユニット : 隼ブラザーズ、吉本忍者隊、のりお軍団（しましまんず、あさりかつおも所属する西川のりお師匠の軍団）。
- 2011年

あなたの街に住みますプロジェクトの始動により、高知県住みます芸人として高知県へ移住。
- 2012年

越知町観光協会の臨時職員として1年間勤務。
- 2013年

越知町の委託を受け、定期的に学校や福祉施設で落語や大道芸の公演を開催。
『Fighting Song!!』スーパーバンド with 淀家萬月で歌手デビュ－!? ※高知ファイティングドッグス球団テーマソング
- 2014年〜

『おち1 グランプリ』をプロデュース。
越知町のすべての方に笑いを通して元気で過ごしてほしい思いから、未来の金の卵を発掘するべく淀家萬月の発案で、2015年に立ち上げた小学生を対象としたお笑いコンテスト
現在も『土佐の萬ちゃん』として、高知県内、落語・漫談・大道芸・イベント司会・番組レポーターなど精力的に活動中。

## レギュラー番組
- エフエム高知 『淀家萬月の週刊！高知萬遊記』 (毎週火曜日 10:15 - 10:20) 2016年3月終了
- エフエム高知『萬月×ヒノケンの噛めばCOMEほど』（毎週土曜日 18:30 - 18:40）2016年4月〜
- RKCラジオ 『ぱわらじっ!!』内「KOCHI の中にOCHI がある」（毎月第1・第3 木曜日 15:30頃〜）
- タウン情報誌 『ほっとこうち』「淀家萬月のもう一生歯で困らない!」（毎月25日発売)